# 人大附中西山学校
39°58′24.27″N 116°18′32.51″E / 39.9734083°N 116.3090306°E
人大附中西山学校（RDFZ Xishan School，简称人大西山或RDFXS）创办于2009年，位于北京市海淀区马连洼南路9号。人大附中西山学校是中国人民大学附属中学冠名并委托管理的、海淀区教育委员会所属的公办中学。人大附中在软硬件建设、管理团队输出、师资配置等方面均给予支持。
人大附中西山学校   
```
               以“世界公民中国心”为教育要点。
               以“爱 尊重 信任”为三原则。
               要成为“幸福的、不一样的、未来学校”
```

人大附中西山学校秉承人大附中“尊重个性，挖掘潜力，一切为了学生的发展，一切为了祖国的腾飞，一切为了人类的进步”的办学思想和“全面发展，突出特长，创新精神，高尚品德”的人才培养目标，以人大附中作为学校发展的平台和起点，结合学校自身条件，努力将学校创办成与本部一脉相承且特点突出的优秀中学。
所获荣誉：2022年3月31日，在京领新国际所发布的“2022中国国际学校竞争力排行榜”中，位于美国本科方向第186名。 
2023年，在京领新国际所发布的“2023中国国际学校竞争力排行榜”中，位于英国本科方向第75名。